# Karel Pernica
Karel Pernica (9. října 1848, Šošůvka – 10. července 1922, Velké Meziříčí) byl moravský římskokatolický duchovní a filantrop. Někdejší farář ve Velkém Meziříčí a děkan velkomeziříčského děkanátu. 

## Život
Pocházel z poměrně zámožné rodiny ze Šošůvky na Blanensku. V dětství trpěl závažnou oční chorobou, ze které se dle tradovaného vyprávění uzdravil poté, co jeho otec vykonal pěší pouť na Svatý Hostýn a po návratu synovi omyl oči vodou ze svatohostýnské studánky. Zřejmě jako poděkování za toto uzdravení šel poté syn Karel studovat teologii. V roce 1872 byl v Brně vysvěcen na kněze.
Prvním kaplanským působištěm mladého kněze byla Žďárná. Následně byl krátce kaplanem v Křižanově. V roce 1881 se stal farářem v Radešínské Svratce. V letech 1889–1899 byl farářem v Křižanově. S platností od 1. ledna 1890 byl jmenován farářem ve Velkém Meziříčí. V tomto svém novém působišti vzbudil určitý rozruch již tím, že do města přišel z Křižanova pěšky a bez jakéhokoliv doprovodu. V den, kdy byl instalován do služby, také nechal vystrojit velké pohoštění pro místní chudé. Po celou dobu svého působení ve Velkém Meziříčí se snažil pomáhat chudým, a to dokonce až tak, že rozdával i své šaty, či obuv. Často se pro chudé vydával až do krajnosti svých finančních možností. Mezi farníky byl nakonec pokládán téměř za podivína. V roce 1909 prosadil tehdejší prozatímní děkan velkomeziříčského děkanátu (a emeritní farář v Tasově) František Florian Pernicovo jmenování svým zástupcem, tzv. místoděkanem. Po šesti letech pak Pernica děkanskou funkci zcela převzal. V letech první světové války upisoval na státní válečné půjčky i farní finance, čímž velkomeziříčskou farnost značně zadlužil. Věřitelům byla totiž po skončení války navrácena jen velmi malá část finančních prostředků, které do půjček poskytli. Většina poskytnutých prostředků se nikdy nevrátila.
V bezpříkladné štědrosti ke druhým lidem pokračoval i po konci války. To vedlo k tomu, že na konci svého života i sám zchudnul. K 1. dubnu 1921 pak odešel na odpočinek a farnost předal ThDr. Aloisi Dvořákovi. Jelikož byl téměř bez prostředků, ujala se jej rodina velkomeziříčského továrníka Františka Sáblíka. Ten jej nastěhoval do svého domu (ul. Hornoměstská 398/30), doopatroval jej až do jeho smrti a nakonec také financoval zřízení jeho hrobu a pohřeb.
Emeritní velkomeziříčský děkan Karel Pernica byl pohřben na starém hřbitově ve Velkém Meziříčí "na Moráni" u kostelíka Nejsvětější Trojice a v sousedství hrobu někdejšího velkomeziříčského děkana Františka Floriana.